# 莫約區
莫約區是非洲中部國家烏干達的111個區之一，由北部區負責管轄，首府是莫約，距離首都坎帕拉約45公里，主要的經濟產業有農業和畜牧業，2010年人口估計為253,200。

## 外部連結
- Moyo District Homepage
- About Infrastructure in Moyo and Neighboring Districts （页面存档备份，存于）

03°39′N 31°43′E / 3.650°N 31.717°E